# Дорофєєв Олексій Миколайович
Олексій Миколайович Дорофєєв (нар. 2 липня 1960 року, Санкт-Петербург, СРСР) — російський державний діяч. Начальник Управління Федеральної служби безпеки Росії по Москві і Московській області з 2012 року, фігурант одного з найбільших в історії ФСБ корупційних скандалів (червень 2019 року).

## Біографія
У 2003—2006 роках був заступником начальника Управління ФСБ по Санкт-Петербургу і Ленінградській області.
У 2006—2010 роках був начальником Управління ФСБ по Республіці Карелія.
У 2010—2012 роках очолював Управління «М» центрального апарату ФСБ (по контррозвідувальному забезпеченню МВС, МНС та ФСІН).
У 2012 р. став начальником Управління ФСБ по Москві і Московській області.
За даними Головного управління розвідки Міністерства оборони України, саме Дорофєєв зі своїми підлеглими узяв активну участь у російській агресії 2022 року проти України; на сайті відомства опубліковано список 620 співробітників ФСБ, причетних до військових злочинів РФ, включаючи й самого Дорофєєва.

## Адміністративно-кадрова політика, основні напрямки діяльності
На початку роботи Дорофєєва у Московському регіоні, основна загроза національній безпеки РФ у рамках м. Москва фіксувалася серез трудових мігрантів з Середньої Азії, серед яких мали поширення радикальні течії ісламу.
Але вже після перемоги Євромайдану 2014 року та початку бойових дій на Донбасі, велика небезпека почала вбачатися серед вихідців з України; мова йшла про «українську загрозу».
Саме «українська загроза» примусила Дорофєєва максимально посилити діяльність як обласної антитерористичної комісії при губернаторі, координаторами якої були представники ФСБ, так і її територіальних підрозділів у містах і районах.
У новій ситуації, в 2014—2015 роках за поданнями Дорофєєва призначаються нові заступники начальника Управління ФСБ по Москві і Московській області: Мячін Микола Валерійович, Карцев Андрій Володимирович, Ларін Олександр Михайлович, Абрамов Артем Вячеславович (1983 року народження), Нікулін Олег Олександрович.
Помічниками начальника призначаються полковник Бричковський Олександр Володимирович (1974 року народження), підполковник Медоєв Марат Ігоревич (1982 року народження), полковник Васильєв Сергій Євгенійович, полковник Натаров Сергій Володимирович, підполковник Фанін Максим Миколайович (1981 року народження), та полковник Плаксенко Юрій Юрійович (1971 року народження).
У серпні 2017 року, за рекомендацією УФСБ в особі Дорофєєва, було організовано обласну призивну комісію по мобілізації в Московській області, та її районні підрозділи, вперше — з включенням до них представників УФСБ.

## Скандали
Саме генерал Дорофєєв після того, як його назвали у розслідуваннях власником купленого у 2017 році 732-метрового котеджу у селищі «Лесная бухта» поблизу Москви, на початку корупційного скандалу переписав своє майно на Російську Федерацію.
Також Дорофєєв має велику ділянку в котеджному селищі «Дачний острівок» поблизу м. Істра..
Весною-влітку 2019 р. генерал-полковник ФСБ Олексій Дорофєєв та його помічник, полковник Медоєв Марат Ігорович (1981 року народження) засвітилися у найбільшому в історії ФСБ корупційному скандалі, повязаному з «похоронною мафією» Москви та Московської області.
З Дорофєєвим Марат Медоєв знайомий як мінімум з початку 2010-х років. За словами джерела у московському УФСБ, особисто знайомого з Медоєвим, Дорофєєв забрав його під своє начало, очоливши управління у 2012 році. Джерело «Медузи» в силових відомствах, також знайомий з Медоєвим, називає його «правою рукою» Дорофєєва та «виконавцем всіх його доручень»: «Якщо доручення виходить від нього — значить, воно виходить від шефа і треба виконувати, ніхто не сумнівається». Джерело підтверджує, що співробітники ФСБ пов'язані безпосередньо з ДБУ «Ритуал»: той же Марат Медоєв, за словами співрозмовника «Медузи», іноді «розрулює» з боку «Ритуалу» неприємні ситуації, які виникають у співробітників відомства.
Як з'ясував сайт «Медуза», за призначенням Артема Єкімова головою московського ДБУ «Ритуал» стояв генерал-полковник ФСБ Олексій Дорофєєв. При цьому особистий помічник генерала — Марат Медоєв — до 2012-го працював у слідчому управлінні ФСБ.
Як з'ясували учасники розслідування, на початку 2010-х років Марат Медоєв отримав ділянку в дачному некомерційному партнерстві «Дачний острівець» в Істрінському районі Підмосков'я. Крім глави московського ФСБ Олексія Дорофєєва в цьому ж селищі володіють землею: голова контрольної служби ФСБ Володимир Крючков, колишній перший заступник голови Федеральної митної служби Ігор Завражнов і Костянтин Гавриков — заступник начальника управління «К» Служби економічної безпеки ФСБ, що курує банківський ринок. Крім того, по сусідству знаходиться будинок генерала ФСБ Олега Феоктистова, який курирував операцію із затримання голови Мінекономрозвитку Олексія Улюкаєва.
Навесні 2018 року поряд з володіннями Олексія Дорофєєва та Ігоря Медоєва купила ділянку Анастасія Мазаракі — дружина Лева Мазаракі (бізнесмена із Ставрополя), та родичка заступника директора фірми «Ритуал» Валеріана Мазаракі. Співвласником «Вестинтербанка» разом з Левом Мазаракі був колишній співробітник держбезпеки, випускник Вищої школи КДБ 1988 року Микола Дорофеєв. Два джерела в галузі похоронної вважають, що він родич голови управління ФСБ по Москві і Московській області Олексія Дорофєєва (ймовірно, двоюрідний брат), але «Медузі» не вдалося знайти документального підтвердження цієї інформації.
Сім'ї Мазаракі і Дорофєєва теж можуть бути знайомі — ділянки Дорофєєва, Медоева і Мазаракі сусідять один з одним і фактично утворюють окрему вулицю.
Наприкінці 2018 року замість міністерства споживчого ринку нагляд за похоронним відомством передали Головному управлінню регіональної безпеки Московської області (ГУРБ), яке очолює Каратаєв Роман Олександрович (з 2015 року — міністр Уряду Московської області з безпеки та протидії корупції). До приходу в адміністрацію Московської області Каратаєв працював в управлінні «М» Центрального апарату ФСБ Росії. Очолював управління «М» в той час Олексій Дорофєєв.
Заступником Каратаєва, який курирує в ГУРБ похоронну галузь, призначили Дмитра Євтушенко. Він у минулому працював в уряді Ставропольського краю, на батьківщині братів Мазаракі.
У грудні 2018 року власті Підмосков'я заснували структуру, аналогічну московському ДБУ «Ритуал» — ДБУ «Центр меморіальних послуг», яке візьме під контроль похоронний бізнес у регіоні (зараз в кожному муніципалітеті — своя ритуальна компанія).
Видання «Медуза» зазначає, що Дорофєєв і Медоєв можуть бути близькими до голови служби економічної безпеки УВБ ФСБ Сергія Корольова.
Даний скандал отримав певний резонанс також і в Україні. Зокрема, його широко висвітлювали українські телеканали.
Також Дорофєєву приписали і участь у справі щодо колишнього глави адміністрації Серпуховського району Олександра Шестуна.. 13 червня 2018 року Шестун був затриманий за результатами оперативної розробки, яку вели проти нього співробітник 6-ої служби Московського УФСБ Ігор Кузнєцов, та заступник начальника 6-ої служби Московського УФСБ Дмитро Григорян, на замовлення самого Дорофєєва — як стверджував Шестун..